# Пренжиці
Пренжиці (пол. Prężyce, нім. Brandschütz) — село в Польщі, у гміні Менкіня Сьредського повіту Нижньосілезького воєводства.
Населення — 255 осіб (2011).
У 1975-1998 роках село належало до Вроцлавського воєводства.

## Демографія
Демографічна структура станом на 31 березня 2011 року:
|          | Загалом | Допрацездатний вік | Працездатний вік | Постпрацездатний вік |
| -------- | ------- | ------------------ | ---------------- | -------------------- |
| Чоловіки | 133     | 34                 | 93               | 6                    |
| Жінки    | 122     | 30                 | 79               | 13                   |
| Разом    | 255     | 64                 | 172              | 19                   |